# Kirchenbibliothek St. Marien Barth
Die Kirchenbibliothek Barth ist eine Sammlung von ca. 4000 Handschriften, Inkunabeln, Büchern und Drucken in der Marienkirche zu Barth. Sie ist zusammen mit der Bibliothek des Geistlichen Ministeriums im Greifswalder Dom und der Kirchenbibliothek St. Petri in Wolgast eine der drei historisch bedeutsamen Kirchenbibliotheken in Vorpommern. Der Bestand umfasst theologische, liturgische sowie philosophische Schriften, vereinzelt auch historische und juristische.
Am 3. Juni 1398 wurde die Bibliothek erstmals erwähnt, als der Barther Pfarrer Hermann Hut (Hoet) der Kirche testamentarisch eine Reihe von Büchern übereignete. In der Folge wurde die Kirchenbibliothek durch die Nachlässe der Pastoren ständig erweitert. Hinzu kamen Schenkungen der Herzöge von Pommern-Wolgast, die teilweise auf Schloss Barth residierten. Sie enthält u. a. die umfangreiche Sammlung des Barther Reformators Johannes Block, sämtliche Lutherschriften in der Erstausgabe, Schriften Melanchthons, die vierbändige Universalgeschichte Fasciculus temporum des Kölner Kartäusermönchs Werner Rolevinck von 1480, eine Abschrift der Enzyklopädie Etymologiae des Bischofs Isidor von Sevilla und eine umfangreiche Merian-Enzyklopädie von 1642.
Im Dreißigjährigen Krieg kam es zu Verwüstungen, laut einem Visitationsbericht für den schwedischen Generalgouverneur Carl Gustaf Wrangel waren noch 370 Bücher erhalten. Danach wurde der Bestand wieder aufgebaut. Die Kirchenbibliothek hat die beiden Weltkriege ohne nennenswerte Schäden oder Verluste überstanden. Heute unterstützt ein Förderverein die Gemeinde beim Erhalt und bei der Restaurierung der Bestände. 
Nach umfangreichen Restaurierungsarbeiten in den Jahren 2011 bis 2013 wurde die Kirchenbibliothek am 19. April 2013 mit einem Festakt wiedereröffnet. Der historische Bibliotheksraum in der St. Marienkirche soll zudem Aufbewahrungsort für historische Buchbestände kleinerer umliegender Gemeinden werden.